# 本城和治
本城 和治（ほんじょう まさはる、1939年12月 - ）は、日本の音楽プロデューサー。著作家。作曲家。
「日本にポピュラー音楽を根付かせたプロデューサー」「60年代から80年代にかけてのJ-POPシーンを作った制作者」「音楽プロデューサーは目利きであり耳利きでなければならない。そんな観点に立つと本城和治という音楽プロデューサーはすごいプロデューサー」との評価がある。
別名義は「藤まさはる」「乗輪寺モトオ」。

## 経歴
東京出身。父は銀行マン。慶應義塾大学経済学部卒業。在学中は慶應義塾ワグネル・ソサィエティー男声合唱団に所属。慶應ワグネルの先輩だった渡邊學而に誘われ、1962年日本ビクター（現ビクターエンタテインメント）に入社。フォンタナ・レコードやマーキュリー・レコードのレーベルを扱っているフィリップス・レコード・グループの仕事をする。リバーサイド・レコードとも契約をしたので、最初は大好きだったジャズの担当として活動。代表的な仕事としては、ビル・エヴァンスのアルバム『ワルツ・フォー・デビイ』や『サンディ・アット・ザ・ヴィレッジ・ヴァンガード』を日本で初めて紹介している。また、クリフォード・ブラウンを担当したのも本城である。
その後、ジャズだけじゃなく様々なジャンルのレコードを発売。ボビー・ヘブの「SUNNY」、ポールとポーラ（英語版）の「ヘイ・ポーラ」、イタリアの歌手ミーナ・マッツィーニの「砂に消えた涙」、フランス・ギャルの「夢見るシャンソン人形」、スペンサー・デイヴィス・グループ、ウォーカー・ブラザーズ、ザ・サウンズ「さすらいのギター」、など、洋楽ディレクターとして様々なヒット曲を世に送り出し、1960年代ポップスを日本に根付かせた。
1965年（昭和40年）にザ・スパイダースを担当しないかというオファーが来る。本城にとって邦楽アーティスト第1号となったスパイダースは〝トーキョー・サウンド〟を標榜して欧米でもレコードを発売。日本では「ノー・ノー・ボーイ」（1966年2月）で本格的なデビューを果たすが、しばらくヒットには恵まれなかった。そんな折、所属事務所のホリプロを通じてある楽曲が持ち込まれる。ヒットメーカーの浜口庫之助が作詞作曲した「夕陽が泣いている」（1966年9月）であった。本城が述べるには「それまでとは異なる歌謡曲寄りの哀愁を帯びたメロディーでしたから、グループの曲をほとんど作っていたムッシュ（かまやつひろし）は抵抗があったと思います。私自身もデモの段階では違和感があったのですが、イントロでディストーションを効かせた井上堯之のギターとムッシュのつけたハーモニーで彼ららしいサウンドになりました」という。この曲は欧州ツアーの間に60万枚を超える大ヒットを記録。帰国時は羽田空港にファンが詰めかける騒ぎとなった。かまやつひろしとはその後も関係が深く、かまやつの『釜田質店』（1973年）までプロデュースした。
以後、グループ・サウンズ最盛期に、ザ・スパイダースだけでなく、ザ・テンプターズ、ザ・カーナビーツ、ザ・ジャガーズ、ザ・サベージ、パープル・シャドウズなど11のバンドをディレクターとしてレコードを制作し、「事実上、グループ・サウンズというジャンルを世に送り出した最重要人物」といわれている。
上記のグループ・サウンズをはじめ、邦楽に移っても従来の歌謡曲やカバーポップスではなく、日本独自のポップスを追求しようという姿勢を貫き、フォーク、ジャズ、ロック、ポップス等のアーティストを発掘・育成した。ザ・フィンガーズ、ザ・ブロードサイド・フォーといったカレッジ・フォークをはじめ、マイク眞木、森山良子、長谷川きよし、樋口康雄、井上順、尾崎紀世彦、つのだ☆ひろ、網倉一也、加橋かつみ、キャロル、大橋純子、美乃家セントラル・ステイション、石川セリなどである。「バラが咲いた」「この広い野原いっぱい」「また逢う日まで」「メリージェーン」「別れのサンバ」など時代を超えて愛される曲を数多く生み出している。
この間、1970年6月1日に蘭フィリップス、日本ビクター、松下電器産業（現: パナソニックホールディングス）の三社合弁で「日本フォノグラム株式会社（現ユニバーサルミュージック）」が設立され、日本ビクターから独立。本城も日本フォノグラムに移籍している。
1987年NECアベニュー株式会社設立に取締役で参加。1995年、制作会社・株式会社インディゴ・ハウスを設立、代表取締役社長としてアーティストプロデュースを行なう。1998年よりCD・DVDのアーカイブ企画、ライナーノーツ執筆、テレビ・ラジオ、トークイベント出演を行なう。
2012年-2018年には月刊「てりとりぃ」誌にコラム“音楽夢想”を連載。2024年現在はCD/DVDの企画監修及び、「明日の友」（婦人之友社）で「あの歌をPlay back!」の執筆をする等、フリーの音楽プロデューサーとして多方面で活動中である。

## 作曲作品
- ザ・カーナビーツ「恋をしようよジェニー」（藤まさはる名義）
- ゲイリー・ウォーカー&ザ・カーナビーツ「恋の朝焼け」（乗輪寺モトオ名義）

## エピソード
いずれも本城自身の弁である。
- 1971年、加橋かつみのシングルのレコーディングで、加橋が「すごい作曲家を見つけたんだ」と興奮気味に言ってきた[13]。まだ高校3年生の荒井由実のデモ・テープだった。その中から「愛は突然に」を取り上げた。そのとき彼女の特徴的な声を聞き、「歌うつもりないの?」って言ったら「私はそういうつもりないです。作家志望なんで」と断った[14][15]ため、作家として彼女をアルファレコードの村井邦彦に紹介した。アルファも最初は作家として彼女を扱っていたはずだが、そのうち自分でも歌うようになっていった。そこで荒井由実のアルバムが出来、それが『ひこうき雲』だった[6]。
- 僕は芸能界と仕事したんじゃない。音楽界と仕事したんです[6]。
- 私は歌を流行らせたいというより、良い歌を世の中に残したいというつもりでずっとやってきた[16]。

## 関連図書・CD

### 図書
- 『また逢う日まで 音楽プロデューサー本城和治の仕事録』 2024年4月6日 シンコーミュージック・エンタテイメント 本城和治（著）、濱口英樹（構成）ISBN 978-4-401-65460-4

### CD
- 『また逢う日まで〜音楽プロデューサー本城和治の仕事録』 2024年3月13日 ユニバーサルミュージック 監修と楽曲解説: 濱口英樹 UICZ-4671/2